# Grand Prix-wegrace van Spanje
De Grand Prix van Spanje voor motorfietsen is een wegrace wedstrijd, die sinds 1950 wordt verreden en in 1951 voor het eerst meetelde voor het wereldkampioenschap. De wedstrijd vindt op het Circuito Permanente de Jerez in de buurt van Jerez de la Frontera plaats.

## Geschiedenis
De wedstrijd werd voor het eerst georganiseerd in 1950. Voorloper was de Grote Prijs van Barcelona, die sinds 1933 op dezelfde locatie plaatsvond. Van 1951 tot 1955 had de race voor het eerst een wereldkampioenschapsstatus. Sinds 1961 hoort de Grand Prix ononderbroken tot het wereldkampioenschap. In het begin werd de wedstrijd verreden op het Montjuïc Park, later verhuisde de wedstrijd naar Circuito Permanente del Jarama. Sinds het seizoen 1989 vindt de race plaats op het Circuito Permanente de Jerez.

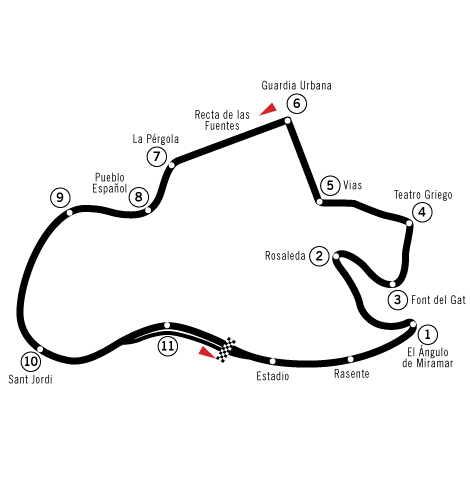
Montjuïc Park
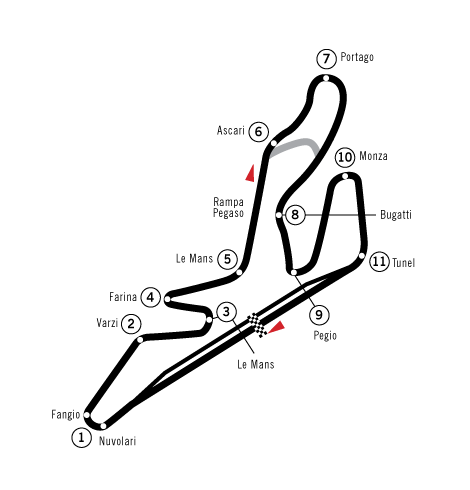
Circuito Permanente del Jarama
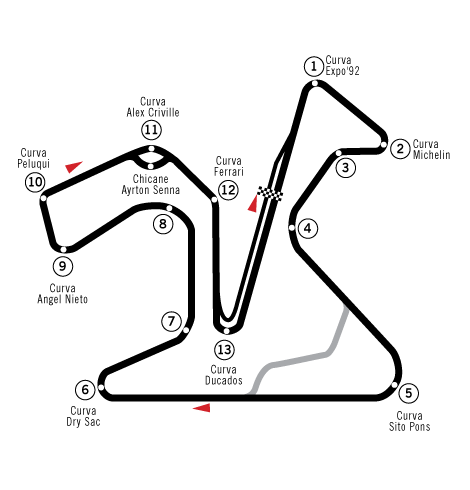
Circuito Permanente de Jerez

## Statistiek

### 1950 tot 1972
Races met rode achtergrond telden niet mee voor het Wereldkampioenschap wegrace
| Editie | Seizoen | Circuit     | Klasse      | Winnaar                         | Tweede                            | Derde                           | Snelste ronde                   |  |
| ------ | ------- | ----------- | ----------- | ------------------------------- | --------------------------------- | ------------------------------- | ------------------------------- |  |
| 1      | 1950    | Montjuïc    | 125 cc      | Nello Pagani (FB Mondial)       |                                   |                                 |                                 |  |
| 1      | 1950    | Montjuïc    | 350 cc      | Tommy Wood (Velocette)          |                                   |                                 |                                 |  |
| 1      | 1950    | Montjuïc    | 500 cc      | Nello Pagani (Gilera)           |                                   |                                 |                                 |  |
| 1      | 1950    | Montjuïc    | Zijspan     | Milani / n.n.b. (Gilera)        |                                   |                                 |                                 |  |
|        |         |             |             |                                 |                                   |                                 |                                 |  |
| 2      | 1951    | Montjuïc    | 125 cc      | Guido Leoni (FB Mondial)        | Carlo Ubbiali (FB Mondial)        | Vittorio Zanzi (Morini)         | Carlo Ubbiali (FB Mondial)      |  |
| 2      | 1951    | Montjuïc    | 350 cc      | Tommy Wood (Velocette)          | Leslie Graham (Velocette)         | Bill Petch (AJS)                | Tommy Wood (Velocette)          |  |
| 2      | 1951    | Montjuïc    | 500 cc      | Umberto Masetti (Gilera)        | Tommy Wood (Norton)               | Arciso Artesiani (MV Agusta)    | Enrico Lorenzetti (Moto Guzzi)  |  |
| 2      | 1951    | Montjuïc    | Zijspan     | Oliver / Dobelli (Norton)       | Frigerio / Ricotti (Gilera)       | Milani / Pizzocri (Gilera)      | Oliver / Dobelli (Norton)       |  |
|        |         |             |             |                                 |                                   |                                 |                                 |  |
| 3      | 1952    | Montjuïc    | 125 cc      | Emilio Mendogni (Morini)        | Leslie Graham (MV Agusta)         | Cecil Sandford (MV Agusta)      | Emilio Mendogni (Morini)        |  |
| 3      | 1952    | Montjuïc    | 500 cc      | Leslie Graham (MV Agusta)       | Umberto Masetti (Gilera)          | Ken Kavanagh (Norton)           | Umberto Masetti (Gilera)        |  |
| 3      | 1952    | Montjuïc    | Zijspan     | Oliver / Dobelli (Norton)       | Drion / Stoll-Laforge (Norton)    | Smith / Nutt (Norton)           | Merlo / Magri (Gilera)          |  |
|        |         |             |             |                                 |                                   |                                 |                                 |  |
| 4      | 1953    | Montjuïc    | 125 cc      | Angelo Copeta (MV Agusta)       | Cecil Sandford (MV Agusta)        | Rupert Hollaus (NSU)            | Angelo Copeta (MV Agusta)       |  |
| 4      | 1953    | Montjuïc    | 250 cc      | Enrico Lorenzetti (Moto Guzzi)  | Ken Kavanagh (Moto Guzzi)         | Fergus Anderson (Moto Guzzi)    | Alano Montanari (Moto Guzzi)    |  |
| 4      | 1953    | Montjuïc    | 500 cc      | Fergus Anderson (Moto Guzzi)    | Carlo Bandirola (MV Agusta)       | Dickie Dale (Gilera)            | Fergus Anderson (Moto Guzzi)    |  |
|        |         |             |             |                                 |                                   |                                 |                                 |  |
| 5      | 1954    | Montjuïc    | 125 cc      | Tarquinio Provini (FB Mondial)  | Roberto Colombo (MV Agusta)       | José Antonio Elizalde (Montesa) | Carlo Ubbiali (MV Agusta)       |  |
| 5      | 1954    | Montjuïc    | 350 cc      | Fergus Anderson (Moto Guzzi)    | Duilio Agostini (Moto Guzzi)      | John Grace (Norton)             | Fergus Anderson (Moto Guzzi)    |  |
| 5      | 1954    | Montjuïc    | 500 cc      | Dickie Dale (MV Agusta)         | Ken Kavanagh (Moto Guzzi)         | Nello Pagani (MV Agusta)        | Ken Kavanagh (Moto Guzzi)       |  |
|        |         |             |             |                                 |                                   |                                 |                                 |  |
| 6      | 1955    | Montjuïc    | 125 cc      | Luigi Taveri (MV Agusta)        | Romolo Ferri (FB Mondial)         | Carlo Ubbiali (MV Agusta)       | Luigi Taveri (MV Agusta)        |  |
| 6      | 1955    | Montjuïc    | 500 cc      | Reg Armstrong (Gilera)          | Carlo Bandirola (MV Agusta)       | Umberto Masetti (MV Agusta)     | Carlo Bandirola (MV Agusta)     |  |
| 6      | 1955    | Montjuïc    | Zijspan     | Faust / Remmert (BMW)           | Smith / Dibben (Norton)           | Oliver / Bliss (Norton)         | Faust / Remmert (BMW)           |  |
|        |         |             |             |                                 |                                   |                                 |                                 |  |
|        | 1956    | Geannuleerd | Geannuleerd | Geannuleerd                     | Geannuleerd                       | Geannuleerd                     | Geannuleerd                     |  |
|        |         |             |             |                                 |                                   |                                 |                                 |  |
| 7      | 1957    | Montjuïc    | 125 cc      | Carlo Ubbiali (MV Agusta)       |                                   |                                 |                                 |  |
| 7      | 1957    | Montjuïc    | 500 cc      | John Surtees (MV Agusta)        |                                   |                                 |                                 |  |
| 7      | 1957    | Montjuïc    | Zijspan     | Schmid / Kölle (BMW)            |                                   |                                 |                                 |  |
|        |         |             |             |                                 |                                   |                                 |                                 |  |
| 8      | 1958    | Montjuïc    | 125 cc      | Carlo Ubbiali (MV Agusta)       |                                   |                                 |                                 |  |
| 8      | 1958    | Montjuïc    | 250 cc      | Carlo Ubbiali (MV Agusta)       |                                   |                                 |                                 |  |
| 8      | 1958    | Montjuïc    | 500 cc      | John Surtees (MV Agusta)        |                                   |                                 |                                 |  |
|        |         |             |             |                                 |                                   |                                 |                                 |  |
| 9      | 1959    | Montjuïc    | 125 cc      | Juan Elizalde (Montesa)         |                                   |                                 |                                 |  |
| 9      | 1959    | Montjuïc    | 350 cc      | Ricardo Fargas (Ducati)         |                                   |                                 |                                 |  |
| 9      | 1959    | Montjuïc    | 500 cc      | Peter Ferbrache (Matchless)     |                                   |                                 |                                 |  |
| 9      | 1959    | Montjuïc    | Zijspan     | Scheidegger / Burkhardt (BMW)   |                                   |                                 |                                 |  |
|        |         |             |             |                                 |                                   |                                 |                                 |  |
| 10     | 1960    | Montjuïc    | 125 cc      | Luigi Taveri (MV Agusta)        |                                   |                                 |                                 |  |
| 10     | 1960    | Montjuïc    | 500 cc      | Jim Redman (Norton)             |                                   |                                 |                                 |  |
| 10     | 1960    | Montjuïc    | Zijspan     | Camathias / Rüfenacht (BMW)     |                                   |                                 |                                 |  |
|        |         |             |             |                                 |                                   |                                 |                                 |  |
| 11     | 1961    | Montjuïc    | 125 cc      | Tom Phillis (Honda)             | Ernst Degner (MZ)                 | Jim Redman (Honda)              | Mike Hailwood (EMC)             |  |
| 11     | 1961    | Montjuïc    | 250 cc      | Gary Hocking (MV Agusta)        | Tom Phillis (Honda)               | Silvio Grassetti (Benelli)      | Gary Hocking (MV Agusta)        |  |
| 11     | 1961    | Montjuïc    | Zijspan     | Fath / Wohlgemuth (BMW)         | Scheidegger / Burkhardt (BMW)     | Strub / Huber (BMW)             | Fath / Wohlgemuth (BMW)         |  |
|        |         |             |             |                                 |                                   |                                 |                                 |  |
| 12     | 1962    | Montjuïc    | 50 cc       | Hans Georg Anscheidt (Kreidler) | José Maria Busquets (Derbi)       | Luigi Taveri (Honda)            | Hans Georg Anscheidt (Kreidler) |  |
| 12     | 1962    | Montjuïc    | 125 cc      | Kunimitsu Takahashi (Honda)     | Jim Redman (Honda)                | Luigi Taveri (Honda)            | Luigi Taveri (Honda)            |  |
| 12     | 1962    | Montjuïc    | 250 cc      | Jim Redman (Honda)              | Bob McIntyre (Honda)              | Tom Phillis (Honda)             | Tom Phillis (Honda)             |  |
| 12     | 1962    | Montjuïc    | Zijspan     | Deubel / Hörner (BMW)           | Camathias / Burkhardt (BMW)       | Kölle / Hess (BMW)              | Deubel / Hörner (BMW)           |  |
|        |         |             |             |                                 |                                   |                                 |                                 |  |
| 13     | 1963    | Montjuïc    | 50 cc       | Hans Georg Anscheidt (Kreidler) | Hugh Anderson (Suzuki)            | José Maria Busquets (Derbi)     | Hans Georg Anscheidt (Kreidler) |  |
| 13     | 1963    | Montjuïc    | 125 cc      | Luigi Taveri (Honda)            | Jim Redman (Honda)                | Kunimitsu Takahashi (Honda)     | Luigi Taveri (Honda)            |  |
| 13     | 1963    | Montjuïc    | 250 cc      | Tarquinio Provini (Morini)      | Jim Redman (Honda)                | Tommy Robb (Honda)              | Tarquinio Provini (Morini)      |  |
| 13     | 1963    | Montjuïc    | Zijspan     | Deubel / Hörner (BMW)           | Kölle / Hess (BMW)                | Camathias / Herzig (BMW)        | Deubel / Hörner (BMW)           |  |
|        |         |             |             |                                 |                                   |                                 |                                 |  |
| 14     | 1964    | Montjuïc    | 50 cc       | Hans Georg Anscheidt (Kreidler) | Hugh Anderson (Suzuki)            | Mitsuo Itoh (Suzuki)            | Hans Georg Anscheidt (Kreidler) |  |
| 14     | 1964    | Montjuïc    | 125 cc      | Luigi Taveri (Honda)            | Jim Redman (Honda)                | Rex Avery (EMC)                 | Luigi Taveri (Honda)            |  |
| 14     | 1964    | Montjuïc    | 250 cc      | Tarquinio Provini (Benelli)     | Jim Redman (Honda)                | Phil Read (Yamaha)              | Tarquinio Provini (Benelli)     |  |
| 14     | 1964    | Montjuïc    | Zijspan     | Camathias / Föll (Gilera)       | Kölle / Hess (BMW)                | Auerbacher / Heim (BMW)         | Kölle / Hess (BMW)              |  |
|        |         |             |             |                                 |                                   |                                 |                                 |  |
| 15     | 1965    | Montjuïc    | 50 cc       | Hugh Anderson (Suzuki)          | Ralph Bryans (Honda)              | José Maria Busquets (Derbi)     | Hugh Anderson (Suzuki)          |  |
| 15     | 1965    | Montjuïc    | 125 cc      | Hugh Anderson (Suzuki)          | Frank Perris (Suzuki)             | Derek Woodman (MZ)              | Frank Perris (Suzuki)           |  |
| 15     | 1965    | Montjuïc    | 250 cc      | Phil Read (Yamaha)              | Ramón Torras (Bultaco)            | Michelle Duff (Yamaha)          | Phil Read (Yamaha)              |  |
| 15     | 1965    | Montjuïc    | Zijspan     | Deubel / Hörner (BMW)           | Scheidegger / Robinson (BMW)      | Butscher / Kalauch (BMW)        | Deubel / Hörner (BMW)           |  |
|        |         |             |             |                                 |                                   |                                 |                                 |  |
| 16     | 1966    | Montjuïc    | 50 cc       | Luigi Taveri (Honda)            | Hans Georg Anscheidt (Suzuki)     | Ralph Bryans (Honda)            | Hans Georg Anscheidt (Suzuki)   |  |
| 16     | 1966    | Montjuïc    | 125 cc      | Bill Ivy (Yamaha)               | Luigi Taveri (Honda)              | Ralph Bryans (Honda)            | Phil Read (Yamaha)              |  |
| 16     | 1966    | Montjuïc    | 250 cc      | Mike Hailwood (Honda)           | Derek Woodman (MZ)                | Renzo Pasolini (Aermacchi)      | Mike Hailwood (Honda)           |  |
|        |         |             |             |                                 |                                   |                                 |                                 |  |
| 17     | 1967    | Montjuïc    | 50 cc       | Hans Georg Anscheidt (Suzuki)   | Yoshimi Katayama (Suzuki)         | Benjamín Grau (Derbi)           | Yoshimi Katayama (Suzuki)       |  |
| 17     | 1967    | Montjuïc    | 125 cc      | Bill Ivy (Yamaha)               | Phil Read (Yamaha)                | Yoshimi Katayama (Suzuki)       | Bill Ivy (Yamaha)               |  |
| 17     | 1967    | Montjuïc    | 250 cc      | Phil Read (Yamaha)              | Ralph Bryans (Honda)              | José Medrano (Bultaco)          | Mike Hailwood (Honda)           |  |
| 17     | 1967    | Montjuïc    | Zijspan     | Auerbacher / Dein (BMW)         | Enders / Engelhardt (BMW)         | Schauzu / Schneider (BMW)       | Auerbacher / Dein (BMW)         |  |
|        |         |             |             |                                 |                                   |                                 |                                 |  |
| 18     | 1968    | Montjuïc    | 50 cc       | Hans Georg Anscheidt (Suzuki)   | Ángel Nieto (Derbi)               | Barry Smith (Derbi)             | Ángel Nieto (Derbi)             |  |
| 18     | 1968    | Montjuïc    | 125 cc      | Salvador Cañellas (Bultaco)     | Ginger Molloy (Bultaco)           | Heinz Rosner (MZ)               | Bill Ivy (Yamaha)               |  |
| 18     | 1968    | Montjuïc    | 250 cc      | Phil Read (Yamaha)              | Heinz Rosner (MZ)                 | Ginger Molloy (Bultaco)         | Phil Read (Yamaha)              |  |
| 18     | 1968    | Montjuïc    | 500 cc      | Giacomo Agostini (MV Agusta)    | Jack Findlay (McIntyre-Matchless) | John Dodds (Norton)             | Giacomo Agostini (MV Agusta)    |  |
|        |         |             |             |                                 |                                   |                                 |                                 |  |
| 19     | 1969    | Jarama      | 50 cc       | Aalt Toersen (Kreidler)         | Ángel Nieto (Derbi)               | Jan de Vries (Kreidler)         | Ángel Nieto (Derbi)             |  |
| 19     | 1969    | Jarama      | 125 cc      | Cees van Dongen (Suzuki)        | Kent Andersson (Maico)            | Walter Villa (Villa)            | Salvador Cañellas (Yamaha)      |  |
| 19     | 1969    | Jarama      | 250 cc      | Santiago Herrero (Ossa)         | Kent Andersson (Yamaha)           | Börje Jansson (Kawasaki)        | Renzo Pasolini (Benelli)        |  |
| 19     | 1969    | Jarama      | 350 cc      | Giacomo Agostini (MV Agusta)    | Kel Carruthers (Aermacchi)        | Giuseppe Visenzi (Yamaha)       | Giacomo Agostini (MV Agusta)    |  |
| 19     | 1969    | Jarama      | 500 cc      | Giacomo Agostini (MV Agusta)    | Angelo Bergamonti (Paton)         | Ginger Molloy (Bultaco)         | Giacomo Agostini (MV Agusta)    |  |
|        |         |             |             |                                 |                                   |                                 |                                 |  |
| 20     | 1970    | Montjuïc    | 50 cc       | Salvador Cañellas (Derbi)       | Rudolf Kunz (Kreidler)            | Jan de Vries (Kreidler)         | Rudolf Kunz (Kreidler)          |  |
| 20     | 1970    | Montjuïc    | 125 cc      | Ángel Nieto (Derbi)             | Barry Sheene (Suzuki)             | Börje Jansson (Maico)           | Ángel Nieto (Derbi)             |  |
| 20     | 1970    | Montjuïc    | 250 cc      | Kent Andersson (Yamaha)         | Ginger Molloy (Yamaha)            | Silvio Grassetti (Yamaha)       | Kent Andersson (Yamaha)         |  |
| 20     | 1970    | Montjuïc    | 350 cc      | Angelo Bergamonti (MV Agusta)   | Rodney Gould (Yamaha)             | Kent Andersson (Yamaha)         | Angelo Bergamonti (MV Agusta)   |  |
| 20     | 1970    | Montjuïc    | 500 cc      | Angelo Bergamonti (MV Agusta)   | Ginger Molloy (Kawasaki)          | Giuseppe Mandolini (Aermacchi)  | Angelo Bergamonti (MV Agusta)   |  |
|        |         |             |             |                                 |                                   |                                 |                                 |  |
| 21     | 1971    | Jarama      | 50 cc       | Jan de Vries (Kreidler)         | Jarno Saarinen (Kreidler)         | Herman Meijer (Hemeyla)         | Jan de Vries (Kreidler)         |  |
| 21     | 1971    | Jarama      | 125 cc      | Ángel Nieto (Derbi)             | Chas Mortimer (Yamaha)            | Barry Sheene (Suzuki)           | Ángel Nieto (Derbi)             |  |
| 21     | 1971    | Jarama      | 250 cc      | Jarno Saarinen (Yamaha)         | Phil Read (Yamaha)                | Chas Mortimer (Yamaha)          | Jarno Saarinen (Yamaha)         |  |
| 21     | 1971    | Jarama      | 350 cc      | Teuvo Länsivuori (Yamaha)       | Kurt-Ivan Carlsson (Yamaha)       | Werner Pfirter (Yamaha)         | Jarno Saarinen (Yamaha)         |  |
| 21     | 1971    | Jarama      | 500 cc      | Dave Simmonds (Kawasaki)        | Kaarlo Koivuniemi (Seeley)        | Eric Offenstadt (SMAC-Kawasaki) | Kurt-Ivan Carlsson (Yamaha)     |  |
|        |         |             |             |                                 |                                   |                                 |                                 |  |
| 22     | 1972    | Montjuïc    | 50 cc       | Ángel Nieto (Derbi)             | Jan de Vries (Kreidler)           | Kent Andersson (Kreidler)       | Ángel Nieto (Derbi)             |  |
| 22     | 1972    | Montjuïc    | 125 cc      | Kent Andersson (Yamaha)         | Chas Mortimer (Yamaha)            | Ángel Nieto (Derbi)             | Chas Mortimer (Yamaha)          |  |
| 22     | 1972    | Montjuïc    | 250 cc      | Renzo Pasolini (Aermacchi)      | Teuvo Länsivuori (Yamaha)         | Barry Sheene (Yamaha)           | Renzo Pasolini (Aermacchi)      |  |
| 22     | 1972    | Montjuïc    | 350 cc      | Bruno Kneubühler (Yamaha)       | Renzo Pasolini (Aermacchi)        | János Drapál (Yamaha)           | Teuvo Länsivuori (Yamaha)       |  |
| 22     | 1972    | Montjuïc    | 500 cc      | Chas Mortimer (Yamaha)          | Dave Simmonds (Kawasaki)          | Jack Findlay (Jada-Suzuki)      | Chas Mortimer (Yamaha)          |  |

### Sinds 1973
| Editie | Seizoen | Circuit  | Klasse  | Winnaar                             | Tweede                               | Derde                                  | Poleposition                            | Snelste ronde                           |
| ------ | ------- | -------- | ------- | ----------------------------------- | ------------------------------------ | -------------------------------------- | --------------------------------------- | --------------------------------------- |
| 23     | 1973    | Jarama   | 50 cc   | Jan de Vries (Kreidler)             | Bruno Kneubühler (Kreidler)          | Henk van Kessel (Kreidler)             | Jan de Vries (Kreidler)                 | Bruno Kneubühler (Kreidler)             |
| 23     | 1973    | Jarama   | 125 cc  | Chas Mortimer (Yamaha)              | Ángel Nieto (Morbidelli)             | Börje Jansson (Maico)                  | Ángel Nieto (Morbidelli)                | Ángel Nieto (Morbidelli)                |
| 23     | 1973    | Jarama   | 250 cc  | John Dodds (Yamaha)                 | Bruno Kneubühler (Yamaha)            | Chas Mortimer (Yamaha)                 | John Dodds (Yamaha)                     | John Dodds (Yamaha)                     |
| 23     | 1973    | Jarama   | 350 cc  | Adu Celso Santos (Yamaha)           | Billie Nelson (Yamaha)               | Patrick Pons (Yamaha)                  | John Dodds (Yamaha)                     | John Dodds (Yamaha)                     |
| 23     | 1973    | Jarama   | 500 cc  | Phil Read (MV Agusta)               | Bruno Kneubühler (Yamaha)            | Werner Giger (Yamaha)                  | Phil Read (MV Agusta)                   | Phil Read (MV Agusta)                   |
|        |         |          |         |                                     |                                      |                                        |                                         |                                         |
| 24     | 1974    | Montjuïc | 50 cc   | Henk van Kessel (Kreidler)          | Herbert Rittberger (Kreidler)        | Julien van Zeebroeck (Kreidler)        | Herbert Rittberger (Kreidler)           | Julien van Zeebroeck (Kreidler)         |
| 24     | 1974    | Montjuïc | 125 cc  | Benjamín Grau (Derbi)               | Otello Buscherini (Malanca)          | Bruno Kneubühler (Yamaha)              | Kent Andersson (Yamaha)                 | Benjamín Grau (Derbi)                   |
| 24     | 1974    | Montjuïc | 250 cc  | John Dodds (Yamaha)                 | Pentti Korhonen (Yamaha)             | Dieter Braun (Yamaha)                  | Takazumi Katayama (Yamaha)              | Takazumi Katayama (Yamaha)              |
| 24     | 1974    | Montjuïc | 350 cc  | Víctor Palomo (Yamaha)              | Dieter Braun (Yamaha)                | Olivier Chevallier (Yamaha)            | Patrick Pons (Yamaha)                   | Pentti Korhonen (Yamaha)                |
|        |         |          |         |                                     |                                      |                                        |                                         |                                         |
| 25     | 1975    | Jarama   | 50 cc   | Ángel Nieto (Kreidler)              | Julien van Zeebroeck (Kreidler)      | Stefan Dörflinger (Kreidler)           | Ángel Nieto (Kreidler)                  | Ángel Nieto (Kreidler)                  |
| 25     | 1975    | Jarama   | 125 cc  | Paolo Pileri (Morbidelli)           | Kent Andersson (Yamaha)              | Bruno Kneubühler (Yamaha)              | Benjamín Grau (Derbi)                   | Benjamín Grau (Derbi)                   |
| 25     | 1975    | Jarama   | 250 cc  | Walter Villa (Harley-Davidson)      | Patrick Pons (Yamaha)                | Benjamín Grau (Derbi)                  | Walter Villa (Harley-Davidson)          | Walter Villa (Harley-Davidson)          |
| 25     | 1975    | Jarama   | 350 cc  | Giacomo Agostini (Yamaha)           | Johnny Cecotto (Yamaha)              | Hideo Kanaya (Yamaha)                  | Víctor Palomo (Yamaha)                  | Johnny Cecotto (Yamaha)                 |
|        |         |          |         |                                     |                                      |                                        |                                         |                                         |
| 26     | 1976    | Montjuïc | 50 cc   | Ángel Nieto (Bultaco)               | Herbert Rittberger (Kreidler)        | Eugenio Lazzarini (Ufo)                | Ángel Nieto (Bultaco)                   | Ángel Nieto (Bultaco)                   |
| 26     | 1976    | Montjuïc | 125 cc  | Pier Paolo Bianchi (Morbidelli)     | Ángel Nieto (Bultaco)                | Henk van Kessel (Condor)               | Ángel Nieto (Bultaco)                   | Pier Paolo Bianchi (Morbidelli)         |
| 26     | 1976    | Montjuïc | 250 cc  | Gianfranco Bonera (Harley-Davidson) | Walter Villa (Harley-Davidson)       | Alan North (Yamaha)                    | Alan North (Yamaha)                     | Walter Villa (Harley-Davidson)          |
| 26     | 1976    | Montjuïc | 350 cc  | Kork Ballington (Yamaha)            | Víctor Palomo (Yamaha)               | Franco Uncini (Yamaha)                 | Walter Villa (Harley-Davidson)          | Franco Uncini (Yamaha)                  |
|        |         |          |         |                                     |                                      |                                        |                                         |                                         |
| 27     | 1977    | Jarama   | 50 cc   | Ángel Nieto (Bultaco)               | Eugenio Lazzarini (Kreidler)         | Ricardo Tormo (Bultaco)                | Ángel Nieto (Bultaco)                   | Eugenio Lazzarini (Kreidler)            |
| 27     | 1977    | Jarama   | 125 cc  | Pier Paolo Bianchi (Morbidelli)     | Eugenio Lazzarini (Morbidelli)       | Jean-Louis Guignabodet (Morbidelli)    | Pier Paolo Bianchi (Morbidelli)         | Pier Paolo Bianchi (Morbidelli)         |
| 27     | 1977    | Jarama   | 250 cc  | Takazumi Katayama (Yamaha)          | Alan North (Yamaha)                  | Olivier Chevallier (Yamaha)            | Ken Nemoto (Yamaha)                     | Takazumi Katayama (Yamaha)              |
| 27     | 1977    | Jarama   | 350 cc  | Michel Rougerie (Yamaha)            | Christian Sarron (Yamaha)            | Takazumi Katayama (Yamaha)             | Alan North (Yamaha)                     | Michel Rougerie (Yamaha)                |
|        |         |          |         |                                     |                                      |                                        |                                         |                                         |
| 28     | 1978    | Jarama   | 50 cc   | Eugenio Lazzarini (Kreidler)        | Ricardo Tormo (Bultaco)              | Patrick Plisson (ABF)                  | Eugenio Lazzarini (Kreidler)            | Eugenio Lazzarini (Kreidler)            |
| 28     | 1978    | Jarama   | 125 cc  | Eugenio Lazzarini (MBA)             | Thierry Espié (Motobécane)           | Harald Bartol (Morbidelli)             | Pier Paolo Bianchi (Minarelli)          | Eugenio Lazzarini (MBA)                 |
| 28     | 1978    | Jarama   | 250 cc  | Gregg Hansford (Kawasaki)           | Kenny Roberts senior (Yamaha)        | Franco Uncini (Yamaha)                 | Kenny Roberts senior (Yamaha)           | Gregg Hansford (Kawasaki)               |
| 28     | 1978    | Jarama   | 500 cc  | Pat Hennen (Suzuki)                 | Kenny Roberts senior (Yamaha)        | Takazumi Katayama (Yamaha)             | Kenny Roberts senior (Yamaha)           | Kenny Roberts senior (Yamaha)           |
|        |         |          |         |                                     |                                      |                                        |                                         |                                         |
| 29     | 1979    | Jarama   | 50 cc   | Eugenio Lazzarini (Kreidler)        | Patrick Plisson (ABF)                | Rolf Blatter (Kreidler)                | Eugenio Lazzarini (Kreidler)            | Eugenio Lazzarini (Kreidler)            |
| 29     | 1979    | Jarama   | 125 cc  | Ángel Nieto (Minarelli)             | Thierry Espié (Motobécane)           | Walter Koschine (Fantic)               | Ángel Nieto (Minarelli)                 | Ángel Nieto (Minarelli)                 |
| 29     | 1979    | Jarama   | 250 cc  | Kork Ballington (Kawasaki)          | Gregg Hansford (Kawasaki)            | Graziano Rossi (Morbidelli)            | Gregg Hansford (Kawasaki)               | Kork Ballington (Kawasaki)              |
| 29     | 1979    | Jarama   | 350 cc  | Kork Ballington (Kawasaki)          | Gregg Hansford (Kawasaki)            | Michel Frutschi (Yamaha)               | Kork Ballington (Kawasaki)              | Sadao Asami (Yamaha)                    |
| 29     | 1979    | Jarama   | 500 cc  | Kenny Roberts senior (Yamaha)       | Wil Hartog (Suzuki)                  | Mike Baldwin (Suzuki)                  | Mike Baldwin (Suzuki)                   | Kenny Roberts senior (Yamaha)           |
|        |         |          |         |                                     |                                      |                                        |                                         |                                         |
| 30     | 1980    | Jarama   | 50 cc   | Eugenio Lazzarini (Iprem)           | Stefan Dörflinger (Kreidler)         | Henk van Kessel (Pentax-Sparta)        | Ricardo Tormo (Kreidler)                | Eugenio Lazzarini (Iprem)               |
| 30     | 1980    | Jarama   | 125 cc  | Pier Paolo Bianchi (MBA)            | Iván Palazzese (MBA)                 | Bruno Kneubühler (MBA)                 | Pier Paolo Bianchi (MBA)                | Guy Bertin (Motobécane)                 |
| 30     | 1980    | Jarama   | 250 cc  | Kork Ballington (Kawasaki)          | Toni Mang (Kawasaki)                 | Thierry Espié (Yamaha)                 | Kork Ballington (Kawasaki)              | Kork Ballington (Kawasaki)              |
| 30     | 1980    | Jarama   | 500 cc  | Kenny Roberts senior (Yamaha)       | Marco Lucchinelli (Suzuki)           | Randy Mamola (Suzuki)                  | Kenny Roberts senior (Yamaha)           | Kenny Roberts senior (Yamaha)           |
|        |         |          |         |                                     |                                      |                                        |                                         |                                         |
| 31     | 1981    | Jarama   | 50 cc   | Ricardo Tormo (Bultaco)             | Stefan Dörflinger (Kreidler)         | Yves Dupont (ABF)                      | Ricardo Tormo (Bultaco)                 | Ricardo Tormo (Bultaco)                 |
| 31     | 1981    | Jarama   | 125 cc  | Ángel Nieto (Minarelli)             | Iván Palazzese (MBA)                 | Pier Paolo Bianchi (MBA)               | Hans Müller (MBA)                       | Guy Bertin (Sanvenero)                  |
| 31     | 1981    | Jarama   | 250 cc  | Toni Mang (Kawasaki)                | Jean-François Baldé (Kawasaki)       | Carlos Lavado (Yamaha)                 | Toni Mang (Kawasaki)                    | Toni Mang (Kawasaki)                    |
| 31     | 1981    | Jarama   | Zijspan | Biland / Waltisperg (LCR-Yamaha)    | Michel / Burkhard (Seymaz-Yamaha)    | Kumano / Takeshima (LCR-Yamaha)        | Biland / Waltisperg (LCR-Yamaha)        | Biland / Waltisperg (LCR-Yamaha)        |
|        |         |          |         |                                     |                                      |                                        |                                         |                                         |
| 32     | 1982    | Jarama   | 50 cc   | Stefan Dörflinger (Kreidler)        | Eugenio Lazzarini (Garelli)          | Claudio Lusuardi (Villa)               | Stefan Dörflinger (Kreidler)            | Stefan Dörflinger (Kreidler)            |
| 32     | 1982    | Jarama   | 125 cc  | Ángel Nieto (Garelli)               | Eugenio Lazzarini (Garelli)          | Pierluigi Aldrovandi (MBA)             | Eugenio Lazzarini (Garelli)             | Eugenio Lazzarini (Garelli)             |
| 32     | 1982    | Jarama   | 250 cc  | Carlos Lavado (Yamaha)              | Jean-Louis Tournadre (Yamaha)        | Toni Mang (Kawasaki)                   | Jean-François Baldé (Kawasaki)          | Jean-François Baldé (Kawasaki)          |
| 32     | 1982    | Jarama   | 500 cc  | Kenny Roberts senior (Yamaha)       | Barry Sheene (Yamaha)                | Franco Uncini (Suzuki)                 | Freddie Spencer (Honda)                 | Kenny Roberts senior (Yamaha)           |
|        |         |          |         |                                     |                                      |                                        |                                         |                                         |
| 33     | 1983    | Jarama   | 50 cc   | Eugenio Lazzarini (Garelli)         | Stefan Dörflinger (Krauser-Kreidler) | Jorge Martínez (Bultaco)               | Eugenio Lazzarini (Garelli)             | Eugenio Lazzarini (Garelli)             |
| 33     | 1983    | Jarama   | 125 cc  | Ángel Nieto (Garelli)               | Eugenio Lazzarini (Garelli)          | Pier Paolo Bianchi (Sanvenero)         | Maurizio Vitali (MBA)                   | Eugenio Lazzarini (Garelli)             |
| 33     | 1983    | Jarama   | 250 cc  | Hervé Guilleux (Kawasaki)           | Christian Sarron (Yamaha)            | Martin Wimmer (Yamaha)                 | Jean-François Baldé (Chevallier-Yamaha) | Jean-François Baldé (Chevallier-Yamaha) |
| 33     | 1983    | Jarama   | 500 cc  | Freddie Spencer (Honda)             | Kenny Roberts senior (Yamaha)        | Takazumi Katayama (Honda)              | Freddie Spencer (Honda)                 | Kenny Roberts senior (Yamaha)           |
|        |         |          |         |                                     |                                      |                                        |                                         |                                         |
| 34     | 1984    | Jarama   | 80 cc   | Pier Paolo Bianchi (Huvo-Casal)     | Henk van Kessel (Huvo-Casal)         | Hans Müller (Sachs)                    | Jorge Martínez (Derbi)                  | Hubert Abold (Zündapp)                  |
| 34     | 1984    | Jarama   | 125 cc  | Ángel Nieto (Garelli)               | Eugenio Lazzarini (Garelli)          | Hans Müller (MBA)                      | Maurizio Vitali (MBA)                   | Ángel Nieto (Garelli)                   |
| 34     | 1984    | Jarama   | 250 cc  | Sito Pons (Cobas-Rotax)             | Christian Sarron (Yamaha)            | Carlos Lavado (Yamaha)                 | Carlos Cardús (Cobas-Rotax)             | Jean-François Baldé (Pernod)            |
| 34     | 1984    | Jarama   | 500 cc  | Eddie Lawson (Honda)                | Randy Mamola (Yamaha)                | Raymond Roche (Yamaha)                 | Eddie Lawson (Honda)                    | Eddie Lawson (Honda)                    |
|        |         |          |         |                                     |                                      |                                        |                                         |                                         |
| 35     | 1985    | Jarama   | 80 cc   | Jorge Martínez (Derbi)              | Stefan Dörflinger (Krauser)          | Manuel Herreros (Derbi)                | Stefan Dörflinger (Krauser)             | Jorge Martínez (Derbi)                  |
| 35     | 1985    | Jarama   | 125 cc  | Pier Paolo Bianchi (MBA)            | Fausto Gresini (Garelli)             | Domenico Brigaglia (MBA)               | Luca Cadalora (MBA)                     | Pier Paolo Bianchi (MBA)                |
| 35     | 1985    | Jarama   | 250 cc  | Carlos Lavado (Yamaha)              | Martin Wimmer (Yamaha)               | Toni Mang (Honda)                      | Freddie Spencer (Honda)                 | Freddie Spencer (Honda)                 |
| 35     | 1985    | Jarama   | 500 cc  | Freddie Spencer (Honda)             | Eddie Lawson (Yamaha)                | Christian Sarron (Yamaha)              | Eddie Lawson (Yamaha)                   | Freddie Spencer (Honda)                 |
|        |         |          |         |                                     |                                      |                                        |                                         |                                         |
| 36     | 1986    | Jarama   | 80 cc   | Jorge Martínez (Derbi)              | Ángel Nieto (Derbi)                  | Manuel Herreros (Derbi)                | Jorge Martínez (Derbi)                  | Jorge Martínez (Derbi)                  |
| 36     | 1986    | Jarama   | 125 cc  | Fausto Gresini (Garelli)            | Domenico Brigaglia (Ducados-MBA)     | Ezio Gianola (MBA)                     | Fausto Gresini (Garelli)                | Fausto Gresini (Garelli)                |
| 36     | 1986    | Jarama   | 250 cc  | Carlos Lavado (Yamaha)              | Toni Mang (Honda)                    | Sito Pons (Honda)                      | Martin Wimmer (Yamaha)                  | Martin Wimmer (Yamaha)                  |
| 36     | 1986    | Jarama   | 500 cc  | Wayne Gardner (Honda)               | Eddie Lawson (Yamaha)                | Mike Baldwin (Yamaha)                  | Freddie Spencer (Yamaha)                | Wayne Gardner (Honda)                   |
|        |         |          |         |                                     |                                      |                                        |                                         |                                         |
| 37     | 1987    | Jerez    | 80 cc   | Jorge Martínez (Derbi)              | Àlex Crivillé (Derbi)                | Julián Miralles (Derbi)                | Jorge Martínez (Derbi)                  | Àlex Crivillé (Derbi)                   |
| 37     | 1987    | Jerez    | 125 cc  | Fausto Gresini (Garelli)            | Domenico Brigaglia (LCR-MBA)         | Paolo Casoli (LCR-MBA)                 | Domenico Brigaglia (LCR-MBA)            | Domenico Brigaglia (LCR-MBA)            |
| 37     | 1987    | Jerez    | 250 cc  | Martin Wimmer (Yamaha)              | Luca Cadalora (Yamaha)               | Juan Garriga (Yamaha)                  | Luca Cadalora (Yamaha)                  | Martin Wimmer (Yamaha)                  |
| 37     | 1987    | Jerez    | 500 cc  | Wayne Gardner (Honda)               | Eddie Lawson (Yamaha)                | Ron Haslam (ELF-Honda)                 | Eddie Lawson (Yamaha)                   | Wayne Gardner (Honda)                   |
| 37     | 1987    | Jerez    | Zijspan | Webster / Hewitt (LCR-Krauser)      | Michel / Fresc (LCR-Krauser)         | A. Zurbrügg / M. Zurbrügg (LCR-Yamaha) | Biland / Waltisperg (LCR-Krauser)       | Biland / Waltisperg (LCR-Krauser)       |
|        |         |          |         |                                     |                                      |                                        |                                         |                                         |
| 38     | 1988    | Jarama   | 80 cc   | Stefan Dörflinger (Krauser)         | Jorge Martínez (Derbi)               | Àlex Crivillé (Derbi)                  | Jorge Martínez (Derbi)                  | Àlex Crivillé (Derbi)                   |
| 38     | 1988    | Jarama   | 125 cc  | Jorge Martínez (Derbi)              | Julián Miralles (Honda)              | Gastone Grassetti (Honda)              | Jorge Martínez (Derbi)                  | Jorge Martínez (Derbi)                  |
| 38     | 1988    | Jarama   | 250 cc  | Sito Pons (Honda)                   | Juan Garriga (Yamaha)                | Jean-Philippe Ruggia (Yamaha)          | Carlos Cardús (Honda)                   | Sito Pons (Honda)                       |
| 38     | 1988    | Jarama   | 500 cc  | Kevin Magee (Yamaha)                | Eddie Lawson (Yamaha)                | Wayne Gardner (Honda)                  | Kevin Magee (Yamaha)                    | Kevin Magee (Yamaha)                    |
|        |         |          |         |                                     |                                      |                                        |                                         |                                         |
| 39     | 1989    | Jerez    | 80 cc   | Herri Torrontegui (Krauser)         | Stefan Dörflinger (Krauser)          | Peter Öttl (Krauser)                   | Stefan Dörflinger (Krauser)             | Stefan Dörflinger (Krauser)             |
| 39     | 1989    | Jerez    | 125 cc  | Àlex Crivillé (JJ Cobas-Rotax)      | Jorge Martínez (Derbi)               | Kohji Takada (Honda)                   | Àlex Crivillé (JJ Cobas-Rotax)          | Àlex Crivillé (JJ Cobas-Rotax)          |
| 39     | 1989    | Jerez    | 250 cc  | Luca Cadalora (Yamaha)              | Sito Pons (Honda)                    | Jean-Philippe Ruggia (Yamaha)          | Luca Cadalora (Yamaha)                  | Juan Garriga (Yamaha)                   |
| 39     | 1989    | Jerez    | 500 cc  | Eddie Lawson (Honda)                | Wayne Rainey (Yamaha)                | Niall Mackenzie (Suzuki)               | Wayne Rainey (Yamaha)                   | Wayne Rainey (Suzuki)                   |
|        |         |          |         |                                     |                                      |                                        |                                         |                                         |
| 40     | 1990    | Jerez    | 125 cc  | Jorge Martínez (JJ Cobas-Rotax)     | Stefan Prein (Honda)                 | Fausto Gresini (Honda)                 | Jorge Martínez (JJ Cobas-Rotax)         | Stefan Prein (Honda)                    |
| 40     | 1990    | Jerez    | 250 cc  | John Kocinski (Yamaha)              | Luca Cadalora (Yamaha)               | Helmut Bradl (Honda)                   | Helmut Bradl (Honda)                    | Luca Cadalora (Yamaha)                  |
| 40     | 1990    | Jerez    | 500 cc  | Wayne Gardner (Honda)               | Wayne Rainey (Yamaha)                | Kevin Schwantz (Suzuki)                | Michael Doohan (Honda)                  | Michael Doohan (Honda)                  |
| 40     | 1990    | Jerez    | Zijspan | Webster / Simmons (LCR-Krauser)     | Michel / Birchall (LCR-Krauser)      | Biland / Waltisperg (LCR-Krauser)      | Webster / Simmons (LCR-Krauser)         | Webster / Simmons (LCR-Krauser)         |
|        |         |          |         |                                     |                                      |                                        |                                         |                                         |
| 41     | 1991    | Jerez    | 125 cc  | Noboru Ueda (Honda)                 | Loris Capirossi (Honda)              | Fausto Gresini (Honda)                 | Noboru Ueda (Honda)                     | Ezio Gianola (Derbi)                    |
| 41     | 1991    | Jerez    | 250 cc  | Helmut Bradl (Honda)                | Luca Cadalora (Honda)                | Loris Reggiani (Aprilia)               | Helmut Bradl (Honda)                    | Helmut Bradl (Honda)                    |
| 41     | 1991    | Jerez    | 500 cc  | Michael Doohan (Honda)              | John Kocinski (Yamaha)               | Wayne Rainey (Yamaha)                  | Wayne Rainey (Yamaha)                   | Wayne Rainey (Yamaha)                   |
| 41     | 1991    | Jerez    | Zijspan | Webster / Simmons (LCR-Krauser)     | P. Güdel / C. Güdel (LCR-Krauser)    | Abbott / Smith (LCR-Krauser)           | Michel / Birchall (LCR-Krauser)         | Webster / Simmons (LCR-Krauser)         |
|        |         |          |         |                                     |                                      |                                        |                                         |                                         |
| 42     | 1992    | Jerez    | 125 cc  | Ralf Waldmann (Aprilia)             | Fausto Gresini (Honda)               | Carlos Giró junior (Aprilia)           | Kazuto Sakata (Honda)                   | Gabriele Debbia (Honda)                 |
| 42     | 1992    | Jerez    | 250 cc  | Loris Reggiani (Aprilia)            | Helmut Bradl (Honda)                 | Masahiro Shimizu (Honda)               | Luca Cadalora (Honda)                   | Loris Reggiani (Aprilia)                |
| 42     | 1992    | Jerez    | 500 cc  | Michael Doohan (Honda)              | Wayne Rainey (Yamaha)                | Niall Mackenzie (Yamaha)               | Michael Doohan (Honda)                  | Michael Doohan (Honda)                  |
| 42     | 1992    | Jerez    | Zijspan | Webster / Simmons (LCR-ADM)         | Klaffenböck / Parzer (LCR-ADM)       | Brindley / Whiteside (LCR-Yamaha)      | D. Dixon / S. Dixon (LCR-Krauser)       | Webster / Simmons (LCR-ADM)             |
|        |         |          |         |                                     |                                      |                                        |                                         |                                         |
| 43     | 1993    | Jerez    | 125 cc  | Kazuto Sakata (Honda)               | Ralf Waldmann (Aprilia)              | Takeshi Tsujimura (Honda)              | Dirk Raudies (Honda)                    | Ralf Waldmann (Aprilia)                 |
| 43     | 1993    | Jerez    | 250 cc  | Tetsuya Harada (Yamaha)             | Max Biaggi (Honda)                   | Jean-Philippe Ruggia (Aprilia)         | Tetsuya Harada (Yamaha)                 | Tetsuya Harada (Yamaha)                 |
| 43     | 1993    | Jerez    | 500 cc  | Kevin Schwantz (Suzuki)             | Wayne Rainey (Yamaha)                | Daryl Beattie (Honda)                  | Kevin Schwantz (Suzuki)                 | Alex Barros (Suzuki)                    |
|        |         |          |         |                                     |                                      |                                        |                                         |                                         |
| 44     | 1994    | Jerez    | 125 cc  | Kazuto Sakata (Aprilia)             | Peter Öttl (Aprilia)                 | Herri Torrontegui (Aprilia)            | Kazuto Sakata (Aprilia)                 | Peter Öttl (Aprilia)                    |
| 44     | 1994    | Jerez    | 250 cc  | Jean-Philippe Ruggia (Aprilia)      | Doriano Romboni (Honda)              | Tadayuki Okada (Honda)                 | Loris Capirossi (Honda)                 | Max Biaggi (Aprilia)                    |
| 44     | 1994    | Jerez    | 500 cc  | Michael Doohan (Honda)              | Kevin Schwantz (Suzuki)              | John Kocinski (Cagiva)                 | Kevin Schwantz (Suzuki)                 | Kevin Schwantz (Suzuki)                 |
|        |         |          |         |                                     |                                      |                                        |                                         |                                         |
| 45     | 1995    | Jerez    | 125 cc  | Haruchika Aoki (Honda)              | Stefano Perugini (Aprilia)           | Dirk Raudies (Honda)                   | Kazuto Sakata (Aprilia)                 | Dirk Raudies (Honda)                    |
| 45     | 1995    | Jerez    | 250 cc  | Tetsuya Harada (Yamaha)             | Max Biaggi (Aprilia)                 | Luis d'Antin (Honda)                   | Tetsuya Harada (Yamaha)                 | Tetsuya Harada (Yamaha)                 |
| 45     | 1995    | Jerez    | 500 cc  | Alberto Puig (Honda)                | Luca Cadalora (Yamaha)               | Àlex Crivillé (Honda)                  | Michael Doohan (Honda)                  | Alberto Puig (Honda)                    |
|        |         |          |         |                                     |                                      |                                        |                                         |                                         |
| 46     | 1996    | Jerez    | 125 cc  | Haruchika Aoki (Honda)              | Emilio Alzamora (Honda)              | Noboru Ueda (Honda)                    | Jorge Martínez (Aprilia)                | Kazuto Sakata (Aprilia)                 |
| 46     | 1996    | Jerez    | 250 cc  | Max Biaggi (Aprilia)                | Tetsuya Harada (Yamaha)              | Ralf Waldmann (Honda)                  | Max Biaggi (Aprilia)                    | Max Biaggi (Aprilia)                    |
| 46     | 1996    | Jerez    | 500 cc  | Michael Doohan (Honda)              | Luca Cadalora (Honda)                | Tadayuki Okada (Honda)                 | Michael Doohan (Honda)                  | Luca Cadalora (Honda)                   |
|        |         |          |         |                                     |                                      |                                        |                                         |                                         |
| 47     | 1997    | Jerez    | 125 cc  | Valentino Rossi (Aprilia)           | Noboru Ueda (Honda)                  | Jorge Martínez (Aprilia)               | Jorge Martínez (Aprilia)                | Valentino Rossi (Aprilia)               |
| 47     | 1997    | Jerez    | 250 cc  | Ralf Waldmann (Honda)               | Tetsuya Harada (Aprilia)             | Max Biaggi (Honda)                     | Ralf Waldmann (Honda)                   | Ralf Waldmann (Honda)                   |
| 47     | 1997    | Jerez    | 500 cc  | Àlex Crivillé (Honda)               | Michael Doohan (Honda)               | Tadayuki Okada (Honda)                 | Tadayuki Okada (Honda)                  | Àlex Crivillé (Honda)                   |
|        |         |          |         |                                     |                                      |                                        |                                         |                                         |
| 48     | 1998    | Jerez    | 125 cc  | Kazuto Sakata (Aprilia)             | Tomomi Manako (Honda)                | Mirko Giansanti (Honda)                | Roberto Locatelli (Honda)               | Tomomi Manako (Honda)                   |
| 48     | 1998    | Jerez    | 250 cc  | Loris Capirossi (Aprilia)           | Valentino Rossi (Aprilia)            | Olivier Jacque (Honda)                 | Loris Capirossi (Aprilia)               | Loris Capirossi (Aprilia)               |
| 48     | 1998    | Jerez    | 500 cc  | Àlex Crivillé (Honda)               | Michael Doohan (Honda)               | Max Biaggi (Honda)                     | Carlos Checa (Honda)                    | Àlex Crivillé (Honda)                   |
|        |         |          |         |                                     |                                      |                                        |                                         |                                         |
| 49     | 1999    | Jerez    | 125 cc  | Masao Azuma (Honda)                 | Lucio Cecchinello (Honda)            | Emilio Alzamora (Honda)                | Masao Azuma (Honda)                     | Masao Azuma (Honda)                     |
| 49     | 1999    | Jerez    | 250 cc  | Valentino Rossi (Aprilia)           | Tohru Ukawa (Honda)                  | Loris Capirossi (Honda)                | Shinya Nakano (Yamaha)                  | Shinya Nakano (Yamaha)                  |
| 49     | 1999    | Jerez    | 500 cc  | Àlex Crivillé (Honda)               | Max Biaggi (Yamaha)                  | Sete Gibernau (Honda)                  | Àlex Crivillé (Honda)                   | Àlex Crivillé (Honda)                   |
|        |         |          |         |                                     |                                      |                                        |                                         |                                         |
| 50     | 2000    | Jerez    | 125 cc  | Emilio Alzamora (Honda)             | Mirko Giansanti (Honda)              | Roberto Locatelli (Aprilia)            | Roberto Locatelli (Aprilia)             | Roberto Locatelli (Aprilia)             |
| 50     | 2000    | Jerez    | 250 cc  | Ralf Waldmann (Aprilia)             | Daijiro Kato (Honda)                 | Tohru Ukawa (Honda)                    | Ralf Waldmann (Aprilia)                 | Ralf Waldmann (Aprilia)                 |
| 50     | 2000    | Jerez    | 500 cc  | Kenny Roberts junior (Suzuki)       | Carlos Checa (Yamaha)                | Valentino Rossi (Honda)                | Kenny Roberts junior (Suzuki)           | Kenny Roberts junior (Suzuki)           |
|        |         |          |         |                                     |                                      |                                        |                                         |                                         |
| 51     | 2001    | Jerez    | 125 cc  | Masao Azuma (Honda)                 | Lucio Cecchinello (Aprilia)          | Gino Borsoi (Aprilia)                  | Youichi Ui (Derbi)                      | Masao Azuma (Honda)                     |
| 51     | 2001    | Jerez    | 250 cc  | Daijiro Kato (Honda)                | Tetsuya Harada (Aprilia)             | Marco Melandri (Aprilia)               | Daijiro Kato (Honda)                    | Daijiro Kato (Honda)                    |
| 51     | 2001    | Jerez    | 500 cc  | Valentino Rossi (Honda)             | Norifumi Abe (Yamaha)                | Àlex Crivillé (Honda)                  | Valentino Rossi (Honda)                 | Valentino Rossi (Honda)                 |
|        |         |          |         |                                     |                                      |                                        |                                         |                                         |
| 52     | 2002    | Jerez    | 125 cc  | Lucio Cecchinello (Aprilia)         | Arnaud Vincent (Aprilia)             | Steve Jenkner (Aprilia)                | Pablo Nieto (Aprilia)                   | Lucio Cecchinello (Aprilia)             |
| 52     | 2002    | Jerez    | 250 cc  | Fonsi Nieto (Aprilia)               | Roberto Rolfo (Honda)                | Emilio Alzamora (Honda)                | Franco Battaini (Aprilia)               | Fonsi Nieto (Aprilia)                   |
| 52     | 2002    | Jerez    | MotoGP  | Valentino Rossi (Honda)             | Daijiro Kato (Honda)                 | Tohru Ukawa (Honda)                    | Valentino Rossi (Honda)                 | Valentino Rossi (Honda)                 |
|        |         |          |         |                                     |                                      |                                        |                                         |                                         |
| 53     | 2003    | Jerez    | 125 cc  | Lucio Cecchinello (Aprilia)         | Steve Jenkner (Aprilia)              | Alex de Angelis (Aprilia)              | Pablo Nieto (Aprilia)                   | Stefano Perugini (Aprilia)              |
| 53     | 2003    | Jerez    | 250 cc  | Toni Elías (Aprilia)                | Roberto Rolfo (Honda)                | Randy de Puniet (Aprilia)              | Randy de Puniet (Aprilia)               | Manuel Poggiali (Aprilia)               |
| 53     | 2003    | Jerez    | MotoGP  | Valentino Rossi (Honda)             | Max Biaggi (Honda)                   | Troy Bayliss (Ducati)                  | Loris Capirossi (Ducati)                | Valentino Rossi (Honda)                 |
|        |         |          |         |                                     |                                      |                                        |                                         |                                         |
| 54     | 2004    | Jerez    | 125 cc  | Marco Simoncelli (Aprilia)          | Steve Jenkner (Aprilia)              | Héctor Barberá (Aprilia)               | Marco Simoncelli (Aprilia)              | Steve Jenkner (Aprilia)                 |
| 54     | 2004    | Jerez    | 250 cc  | Roberto Rolfo (Honda)               | Randy de Puniet (Aprilia)            | Fonsi Nieto (Aprilia)                  | Sebastián Porto (Aprilia)               | Roberto Rolfo (Honda)                   |
| 54     | 2004    | Jerez    | MotoGP  | Sete Gibernau (Honda)               | Max Biaggi (Honda)                   | Alex Barros (Honda)                    | Valentino Rossi (Yamaha)                | Sete Gibernau (Honda)                   |
|        |         |          |         |                                     |                                      |                                        |                                         |                                         |
| 55     | 2005    | Jerez    | 125 cc  | Marco Simoncelli (Aprilia)          | Mattia Pasini (Aprilia)              | Manuel Poggiali (Gilera)               | Marco Simoncelli (Aprilia)              | Pablo Nieto (Derbi)                     |
| 55     | 2005    | Jerez    | 250 cc  | Dani Pedrosa (Honda)                | Sebastián Porto (Aprilia)            | Alex de Angelis (Aprilia)              | Dani Pedrosa (Honda)                    | Randy de Puniet (Aprilia)               |
| 55     | 2005    | Jerez    | MotoGP  | Valentino Rossi (Yamaha)            | Sete Gibernau (Honda)                | Marco Melandri (Honda)                 | Valentino Rossi (Yamaha)                | Valentino Rossi (Yamaha)                |
|        |         |          |         |                                     |                                      |                                        |                                         |                                         |
| 56     | 2006    | Jerez    | 125 cc  | Álvaro Bautista (Aprilia)           | Lukáš Pešek (Derbi)                  | Mattia Pasini (Aprilia)                | Mattia Pasini (Aprilia)                 | Lukáš Pešek (Derbi)                     |
| 56     | 2006    | Jerez    | 250 cc  | Jorge Lorenzo (Aprilia)             | Alex de Angelis (Aprilia)            | Andrea Dovizioso (Honda)               | Jorge Lorenzo (Aprilia)                 | Héctor Barberá (Aprilia)                |
| 56     | 2006    | Jerez    | MotoGP  | Loris Capirossi (Ducati)            | Dani Pedrosa (Honda)                 | Nicky Hayden (Honda)                   | Loris Capirossi (Ducati)                | Loris Capirossi (Ducati)                |
|        |         |          |         |                                     |                                      |                                        |                                         |                                         |
| 57     | 2007    | Jerez    | 125 cc  | Gábor Talmácsi (Aprilia)            | Lukáš Pešek (Derbi)                  | Héctor Faubel (Aprilia)                | Mattia Pasini (Aprilia)                 | Gábor Talmácsi (Aprilia)                |
| 57     | 2007    | Jerez    | 250 cc  | Jorge Lorenzo (Aprilia)             | Álvaro Bautista (Aprilia)            | Andrea Dovizioso (Honda)               | Jorge Lorenzo (Aprilia)                 | Alex de Angelis (Aprilia)               |
| 57     | 2007    | Jerez    | MotoGP  | Valentino Rossi (Yamaha)            | Dani Pedrosa (Honda)                 | Colin Edwards (Yamaha)                 | Dani Pedrosa (Honda)                    | Valentino Rossi (Yamaha)                |
|        |         |          |         |                                     |                                      |                                        |                                         |                                         |
| 58     | 2008    | Jerez    | 125 cc  | Simone Corsi (Aprilia)              | Nicolás Terol (Aprilia)              | Bradley Smith (Aprilia)                | Bradley Smith (Aprilia)                 | Simone Corsi (Aprilia)                  |
| 58     | 2008    | Jerez    | 250 cc  | Mika Kallio (KTM)                   | Mattia Pasini (Aprilia)              | Yuki Takahashi (Honda)                 | Álvaro Bautista (Aprilia)               | Marco Simoncelli (Gilera)               |
| 58     | 2008    | Jerez    | MotoGP  | Dani Pedrosa (Honda)                | Valentino Rossi (Yamaha)             | Jorge Lorenzo (Yamaha)                 | Jorge Lorenzo (Yamaha)                  | Dani Pedrosa (Honda)                    |
|        |         |          |         |                                     |                                      |                                        |                                         |                                         |
| 59     | 2009    | Jerez    | 125 cc  | Bradley Smith (Aprilia)             | Sergio Gadea (Aprilia)               | Marc Márquez (KTM)                     | Julián Simón (Aprilia)                  | Julián Simón (Aprilia)                  |
| 59     | 2009    | Jerez    | 250 cc  | Hiroshi Aoyama (Honda)              | Álvaro Bautista (Aprilia)            | Marco Simoncelli (Gilera)              | Alex Debón (Aprilia)                    | Álvaro Bautista (Aprilia)               |
| 59     | 2009    | Jerez    | MotoGP  | Valentino Rossi (Yamaha)            | Dani Pedrosa (Honda)                 | Casey Stoner (Ducati)                  | Jorge Lorenzo (Yamaha)                  | Valentino Rossi (Yamaha)                |
|        |         |          |         |                                     |                                      |                                        |                                         |                                         |
| 60     | 2010    | Jerez    | 125 cc  | Pol Espargaró (Derbi)               | Nicolás Terol (Aprilia)              | Esteve Rabat (Aprilia)                 | Marc Márquez (Derbi)                    | Sandro Cortese (Derbi)                  |
| 60     | 2010    | Jerez    | Moto2   | Toni Elías (Moriwaki)               | Shoya Tomizawa (Suter)               | Thomas Lüthi (Moriwaki)                | Shoya Tomizawa (Suter)                  | Toni Elías (Moriwaki)                   |
| 60     | 2010    | Jerez    | MotoGP  | Jorge Lorenzo (Yamaha)              | Dani Pedrosa (Honda)                 | Valentino Rossi (Yamaha)               | Dani Pedrosa (Honda)                    | Dani Pedrosa (Honda)                    |
|        |         |          |         |                                     |                                      |                                        |                                         |                                         |
| 61     | 2011    | Jerez    | 125 cc  | Nicolás Terol (Aprilia)             | Jonas Folger (Aprilia)               | Johann Zarco (Derbi)                   | Sandro Cortese (Aprilia)                | Héctor Faubel (Aprilia)                 |
| 61     | 2011    | Jerez    | Moto2   | Andrea Iannone (Suter)              | Thomas Lüthi (Suter)                 | Simone Corsi (FTR)                     | Stefan Bradl (Kalex)                    | Andrea Iannone (Suter)                  |
| 61     | 2011    | Jerez    | MotoGP  | Jorge Lorenzo (Yamaha)              | Dani Pedrosa (Honda)                 | Nicky Hayden (Ducati)                  | Casey Stoner (Honda)                    | Valentino Rossi (Ducati)                |
|        |         |          |         |                                     |                                      |                                        |                                         |                                         |
| 62     | 2012    | Jerez    | Moto3   | Romano Fenati (FTR-Honda)           | Luis Salom (Kalex-KTM)               | Sandro Cortese (KTM)                   | Álex Rins (Suter-Honda)                 | Romano Fenati (FTR-Honda)               |
| 62     | 2012    | Jerez    | Moto2   | Pol Espargaró (Kalex)               | Marc Márquez (Suter)                 | Thomas Lüthi (Suter)                   | Marc Márquez (Suter)                    | Randy Krummenacher (Kalex)              |
| 62     | 2012    | Jerez    | MotoGP  | Casey Stoner (Honda)                | Jorge Lorenzo (Yamaha)               | Dani Pedrosa (Honda)                   | Jorge Lorenzo (Yamaha)                  | Cal Crutchlow (Yamaha)                  |
|        |         |          |         |                                     |                                      |                                        |                                         |                                         |
| 63     | 2013    | Jerez    | Moto3   | Maverick Viñales (KTM)              | Luis Salom (KTM)                     | Jonas Folger (Kalex-KTM)               | Álex Rins (KTM)                         | Luis Salom (KTM)                        |
| 63     | 2013    | Jerez    | Moto2   | Esteve Rabat (Kalex)                | Scott Redding (Kalex)                | Pol Espargaró (Kalex)                  | Esteve Rabat (Kalex)                    | Esteve Rabat (Kalex)                    |
| 63     | 2013    | Jerez    | MotoGP  | Dani Pedrosa (Honda)                | Marc Márquez (Honda)                 | Jorge Lorenzo (Yamaha)                 | Jorge Lorenzo (Yamaha)                  | Jorge Lorenzo (Yamaha)                  |
|        |         |          |         |                                     |                                      |                                        |                                         |                                         |
| 64     | 2014    | Jerez    | Moto3   | Romano Fenati (KTM)                 | Efrén Vázquez (Honda)                | Álex Rins (Honda)                      | Jack Miller (KTM)                       | Álex Rins (Honda)                       |
| 64     | 2014    | Jerez    | Moto2   | Mika Kallio (Kalex)                 | Dominique Aegerter (Suter)           | Jonas Folger (Kalex)                   | Mika Kallio (Kalex)                     | Jonas Folger (Kalex)                    |
| 64     | 2014    | Jerez    | MotoGP  | Marc Márquez (Honda)                | Valentino Rossi (Yamaha)             | Dani Pedrosa (Honda)                   | Marc Márquez (Honda)                    | Marc Márquez (Honda)                    |
|        |         |          |         |                                     |                                      |                                        |                                         |                                         |
| 65     | 2015    | Jerez    | Moto3   | Danny Kent (Honda)                  | Miguel Oliveira (KTM)                | Brad Binder (KTM)                      | Fabio Quartararo (Honda)                | Brad Binder (KTM)                       |
| 65     | 2015    | Jerez    | Moto2   | Jonas Folger (Kalex)                | Johann Zarco (Kalex)                 | Esteve Rabat (Kalex)                   | Esteve Rabat (Kalex)                    | Álex Rins (Kalex)                       |
| 65     | 2015    | Jerez    | MotoGP  | Jorge Lorenzo (Yamaha)              | Marc Márquez (Honda)                 | Valentino Rossi (Yamaha)               | Jorge Lorenzo (Yamaha)                  | Jorge Lorenzo (Yamaha)                  |
|        |         |          |         |                                     |                                      |                                        |                                         |                                         |
| 66     | 2016    | Jerez    | Moto3   | Brad Binder (KTM)                   | Nicolò Bulega (KTM)                  | Francesco Bagnaia (Mahindra)           | Nicolò Bulega (KTM)                     | Brad Binder (KTM)                       |
| 66     | 2016    | Jerez    | Moto2   | Sam Lowes (Kalex)                   | Jonas Folger (Kalex)                 | Álex Rins (Kalex)                      | Sam Lowes (Kalex)                       | Álex Rins (Kalex)                       |
| 66     | 2016    | Jerez    | MotoGP  | Valentino Rossi (Yamaha)            | Jorge Lorenzo (Yamaha)               | Marc Márquez (Honda)                   | Valentino Rossi (Yamaha)                | Valentino Rossi (Yamaha)                |
|        |         |          |         |                                     |                                      |                                        |                                         |                                         |
| 67     | 2017    | Jerez    | Moto3   | Arón Canet (Honda)                  | Romano Fenati (Honda)                | Joan Mir (Honda)                       | Jorge Martín (Honda)                    | Andrea Migno (KTM)                      |
| 67     | 2017    | Jerez    | Moto2   | Álex Márquez (Kalex)                | Francesco Bagnaia (Kalex)            | Miguel Oliveira (KTM)                  | Álex Márquez (Kalex)                    | Franco Morbidelli (Kalex)               |
| 67     | 2017    | Jerez    | MotoGP  | Dani Pedrosa (Honda)                | Marc Márquez (Honda)                 | Jorge Lorenzo (Ducati)                 | Dani Pedrosa (Honda)                    | Dani Pedrosa (Honda)                    |
|        |         |          |         |                                     |                                      |                                        |                                         |                                         |
| 68     | 2018    | Jerez    | Moto3   | Philipp Öttl (KTM)                  | Marco Bezzecchi (KTM)                | Marcos Ramírez (KTM)                   | Jorge Martín (Honda)                    | Alonso López (Honda)                    |
| 68     | 2018    | Jerez    | Moto2   | Lorenzo Baldassarri (Kalex)         | Miguel Oliveira (KTM)                | Francesco Bagnaia (Kalex)              | Lorenzo Baldassarri (Kalex)             | Lorenzo Baldassarri (Kalex)             |
| 68     | 2018    | Jerez    | MotoGP  | Marc Márquez (Honda)                | Johann Zarco (Yamaha)                | Andrea Iannone (Suzuki)                | Dani Pedrosa (Honda)                    | Marc Márquez (Honda)                    |
|        |         |          |         |                                     |                                      |                                        |                                         |                                         |
| 69     | 2019    | Jerez    | Moto3   | Niccolò Antonelli (Honda)           | Tatsuki Suzuki (Honda)               | Celestino Vietti (KTM)                 | Lorenzo Dalla Porta (Honda)             | John McPhee (Honda)                     |
| 69     | 2019    | Jerez    | Moto2   | Lorenzo Baldassarri (Kalex)         | Jorge Navarro (Speed Up)             | Augusto Fernández (Kalex)              | Jorge Navarro (Speed Up)                | Lorenzo Baldassarri (Kalex)             |
| 69     | 2019    | Jerez    | MotoGP  | Marc Márquez (Honda)                | Álex Rins (Suzuki)                   | Maverick Viñales (Yamaha)              | Fabio Quartararo (Yamaha)               | Marc Márquez (Honda)                    |
|        |         |          |         |                                     |                                      |                                        |                                         |                                         |
| 70     | 2020    | Jerez    | MotoE   | Eric Granado (Energica)             | Matteo Ferrari (Energica)            | Dominique Aegerter (Energica)          | Eric Granado (Energica)                 | Eric Granado (Energica)                 |
| 70     | 2020    | Jerez    | Moto3   | Albert Arenas (KTM)                 | Ai Ogura (Honda)                     | Tony Arbolino (Honda)                  | Tatsuki Suzuki (Honda)                  | Sergio García (Honda)                   |
| 70     | 2020    | Jerez    | Moto2   | Luca Marini (Kalex)                 | Tetsuta Nagashima (Kalex)            | Jorge Martín (Kalex)                   | Jorge Martín (Kalex)                    | Tetsuta Nagashima (Kalex)               |
| 70     | 2020    | Jerez    | MotoGP  | Fabio Quartararo (Yamaha)           | Maverick Viñales (Yamaha)            | Andrea Dovizioso (Ducati)              | Fabio Quartararo (Yamaha)               | Marc Márquez (Honda)                    |
|        |         |          |         |                                     |                                      |                                        |                                         |                                         |
| 71     | 2021    | Jerez    | MotoE   | Alessandro Zaccone (Energica)       | Dominique Aegerter (Energica)        | Jordi Torres (Energica)                | Eric Granado (Energica)                 | Eric Granado (Energica)                 |
| 71     | 2021    | Jerez    | Moto3   | Pedro Acosta (KTM)                  | Romano Fenati (Husqvarna)            | Jeremy Alcoba (Honda)                  | Tatsuki Suzuki (Honda)                  | Izan Guevara (GasGas)                   |
| 71     | 2021    | Jerez    | Moto2   | Fabio Di Giannantonio (Kalex)       | Marco Bezzecchi (Kalex)              | Sam Lowes (Kalex)                      | Remy Gardner (Kalex)                    | Sam Lowes (Kalex)                       |
| 71     | 2021    | Jerez    | MotoGP  | Jack Miller (Ducati)                | Francesco Bagnaia (Ducati)           | Franco Morbidelli (Yamaha)             | Fabio Quartararo (Yamaha)               | Fabio Quartararo (Yamaha)               |
|        |         |          |         |                                     |                                      |                                        |                                         |                                         |
| 72     | 2022    | Jerez    | MotoE   | Eric Granado (Energica)             | Dominique Aegerter (Energica)        | Matteo Ferrari (Energica)              | Miquel Pons (Energica)                  | Héctor Garzó (Energica)                 |
| 72     | 2022    | Jerez    | MotoE   | Eric Granado (Energica)             | Miquel Pons (Energica)               | Mattia Casadei (Energica)              | Miquel Pons (Energica)                  | Eric Granado (Energica)                 |
| 72     | 2022    | Jerez    | Moto3   | Izan Guevara (GasGas)               | Sergio García (GasGas)               | Jaume Masiá (KTM)                      | Izan Guevara (GasGas)                   | Izan Guevara (GasGas)                   |
| 72     | 2022    | Jerez    | Moto2   | Ai Ogura (Kalex)                    | Arón Canet (Kalex)                   | Tony Arbolino (Kalex)                  | Ai Ogura (Kalex)                        | Sam Lowes (Kalex)                       |
| 72     | 2022    | Jerez    | MotoGP  | Francesco Bagnaia (Ducati)          | Fabio Quartararo (Yamaha)            | Aleix Espargaró (Aprilia)              | Francesco Bagnaia (Ducati)              | Francesco Bagnaia (Ducati)              |
|        |         |          |         |                                     |                                      |                                        |                                         |                                         |
| 73     | 2023    | Jerez    | Moto3   | Iván Ortolá (KTM)                   | David Alonso (GasGas)                | Jaume Masiá (Honda)                    | Deniz Öncü (KTM)                        | Ryusei Yamanaka (GasGas)                |
| 73     | 2023    | Jerez    | Moto2   | Sam Lowes (Kalex)                   | Pedro Acosta (Kalex)                 | Alonso López (Boscoscuro)              | Sam Lowes (Kalex)                       | Sam Lowes (Kalex)                       |
| 73     | 2023    | Jerez    | MotoGP  | Francesco Bagnaia (Ducati)          | Brad Binder (KTM)                    | Jack Miller (KTM)                      | Aleix Espargaró (Aprilia)               | Francesco Bagnaia (Ducati)              |
|        |         |          |         |                                     |                                      |                                        |                                         |                                         |
| 74     | 2024    | Jerez    | Moto3   | Collin Veijer (Husqvarna)           | David Muñoz (KTM)                    | Iván Ortolá (KTM)                      | David Alonso (CFMoto)                   | Ryusei Yamanaka (KTM)                   |
| 74     | 2024    | Jerez    | Moto2   | Fermín Aldeguer (Boscoscuro)        | Joe Roberts (Kalex)                  | Manuel González (Kalex)                | Fermín Aldeguer (Boscoscuro)            | Joe Roberts (Kalex)                     |
| 74     | 2024    | Jerez    | MotoGP  | Francesco Bagnaia (Ducati)          | Marc Márquez (Ducati)                | Marco Bezzecchi (Ducati)               | Marc Márquez (Ducati)                   | Francesco Bagnaia (Ducati)              |
|        |         |          |         |                                     |                                      |                                        |                                         |                                         |
| 75     | 2025    | Jerez    | Moto3   | José Antonio Rueda (KTM)            | Ángel Piqueras (KTM)                 | Joel Kelso (KTM)                       | José Antonio Rueda (KTM)                | José Antonio Rueda (KTM)                |
| 75     | 2025    | Jerez    | Moto2   | Manuel González (Kalex)             | Barry Baltus (Kalex)                 | Senna Agius (Kalex)                    | Manuel González (Kalex)                 | Manuel González (Kalex)                 |
| 75     | 2025    | Jerez    | MotoGP  | Álex Márquez (Ducati)               | Fabio Quartararo (Yamaha)            | Francesco Bagnaia (Ducati)             | Fabio Quartararo (Yamaha)               | Álex Márquez (Ducati)                   |